# Форли дел Санио
Форлѝ дел Са̀нио (на италиански: Forlì del Sannio) е село и община в Централна Италия, провинция Изерния, регион Молизе. Разположено е на 610 m надморска височина. Населението на общината е 740 души (към 2010 г.).